# Llista de monuments d'Hostalric
Llista de monuments d'Hostalric inclosos en l'Inventari del Patrimoni Arquitectònic Català per al municipi d'Hostalric (Selva). Inclou els inscrits en el Registre de Béns Culturals d'Interès Nacional (BCIN) amb la classificació de monument històric, els Béns Culturals d'Interès Local (BCIL) de caràcter immoble i la resta de béns arquitectònics integrants del patrimoni cultural català.
| Monument                                                | Protecció   | Estil/època                                | Localització                                                    | Coordenades                                          | Codi?         | Imatge |
| ------------------------------------------------------- | ----------- | ------------------------------------------ | --------------------------------------------------------------- | ---------------------------------------------------- | ------------- | --- |
| Muralla i Castell d'Hostalric                           | BCIN 138-MH | Obra popular XIII, XX, XVIII               | Hostalric Nucli històric d'Hostalric                            | 41° 44′ 38″ N, 2° 38′ 01″ E / 41.744009°N,2.633729°E | RI-51-0001452 | Muralla i castell (Hostalric) · Vegeu més fotos d'aquest monument · Carregueu una nova foto d'aquest monument                              |
| Mas Ciurana                                             |             | Eclecticisme XX Inici                      | Hostalric Paratge Mas Ciurana, davant de l'estació de tren      | 41° 44′ 54″ N, 2° 37′ 55″ E / 41.748295°N,2.631904°E | IPA-26744     | Mas Ciurana (Hostalric) · Vegeu més fotos d'aquest monument · Carregueu una nova foto d'aquest monument                                    |
| Casa de la Vila d'Hostalric                             | BCIL 2015   | Modernisme XVII                            | Hostalric C. Raval, 43                                          | 41° 44′ 45″ N, 2° 38′ 29″ E / 41.745861°N,2.641354°E | IPA-26745     | Casa de la Vila (Hostalric) · Vegeu més fotos d'aquest monument · Carregueu una nova foto d'aquest monument                                |
| Església parroquial de Santa Maria dels Socors          | BCIL 2015   | Gòtic, barroc XV-XVII, XIX-XX              | Hostalric C. Verge dels Socors, 15 - Pati de l'Església         | 41° 44′ 44″ N, 2° 38′ 09″ E / 41.745595°N,2.635828°E | IPA-26747     | Església parroquial de Santa Maria dels Socors (Hostalric) · Vegeu més fotos d'aquest monument · Carregueu una nova foto d'aquest monument |
| Plaça dels Bous, o Plaça del Bestiar                    |             | Obra popular XVII, XX                      | Hostalric Pl. dels Bous                                         | 41° 44′ 46″ N, 2° 38′ 22″ E / 41.745981°N,2.639412°E | IPA-26749     | Plaça dels Bous (Hostalric) · Vegeu més fotos d'aquest monument · Carregueu una nova foto d'aquest monument                                |
| Can Llibre                                              |             | Obra popular XIX Inici, XX Final           | Hostalric C. Forn, 9                                            | 41° 44′ 44″ N, 2° 38′ 14″ E / 41.745659°N,2.637312°E | IPA-26750     | Can Llibre (Hostalric) · Vegeu més fotos d'aquest monument · Carregueu una nova foto d'aquest monument                                     |
| Habitatge al carrer del Forn, 7                         |             | Obra popular XVIII                         | Hostalric C. Forn, 7                                            | 41° 44′ 45″ N, 2° 38′ 14″ E / 41.745711°N,2.637301°E | IPA-26751     | Habitatge al carrer del Forn, 7 (Hostalric) · Vegeu més fotos d'aquest monument · Carregueu una nova foto d'aquest monument                |
| Habitatge al carrer Higini Negra, 2                     |             | Darreres tendències XX Mitjan              | Hostalric C. Higini Negra, 2                                    | 41° 44′ 46″ N, 2° 38′ 10″ E / 41.746009°N,2.636139°E | IPA-26752     | Habitatge al carrer Higini Negra, 2 (Hostalric) · Vegeu més fotos d'aquest monument · Carregueu una nova foto d'aquest monument            |
| Can Fortuny del carrer Verge dels Socors                |             | Obra popular XVII, XX                      | Hostalric C. Verge dels Socors, 5                               | 41° 44′ 45″ N, 2° 38′ 11″ E / 41.745736°N,2.636487°E | IPA-26754     | Can Fortuny, c. Verge dels Socors (Hostalric) · Vegeu més fotos d'aquest monument · Carregueu una nova foto d'aquest monument              |
| Can Silvestre Humet                                     |             | Eclecticisme XX                            | Hostalric Av. Coronel Estrada, 80                               | 41° 44′ 47″ N, 2° 38′ 22″ E / 41.74625°N,2.639393°E  | IPA-26756     | Can Silvestre Humet (Hostalric) · Vegeu més fotos d'aquest monument · Carregueu una nova foto d'aquest monument                            |
| Can Elias, o Can Riera                                  |             | Eclecticisme XIX                           | Hostalric C. Major, 2                                           | 41° 44′ 46″ N, 2° 38′ 20″ E / 41.745983°N,2.638977°E | IPA-26757     | Can Elias (Hostalric) · Vegeu més fotos d'aquest monument · Carregueu una nova foto d'aquest monument                                      |
| Can Coma, o Can Busqueta                                |             | Obra popular XVIII, XX Final               | Hostalric C. Ravalet, 23                                        | 41° 44′ 44″ N, 2° 38′ 32″ E / 41.745485°N,2.642154°E | IPA-26758     | Can Coma (Hostalric) · Vegeu més fotos d'aquest monument · Carregueu una nova foto d'aquest monument                                       |
| Can Calls                                               |             | Eclecticisme XVIII, XX                     | Hostalric C. Raval, 1                                           | 41° 44′ 45″ N, 2° 38′ 23″ E / 41.745961°N,2.639857°E | IPA-26759     | Can Calls (Hostalric) · Vegeu més fotos d'aquest monument · Carregueu una nova foto d'aquest monument                                      |
| Can Plans                                               |             | Noucentisme XX                             | Hostalric C. Major, 1 - pl. dels Bous                           | 41° 44′ 45″ N, 2° 38′ 20″ E / 41.745861°N,2.638949°E | IPA-26760     | Can Plans (Hostalric) · Vegeu més fotos d'aquest monument · Carregueu una nova foto d'aquest monument                                      |
| Can Codina                                              |             | Obra popular XVIII, XX Mitjan              | Hostalric C. Major, 3                                           | 41° 44′ 45″ N, 2° 38′ 20″ E / 41.745869°N,2.638877°E | IPA-26761     | Can Codina (Hostalric) · Vegeu més fotos d'aquest monument · Carregueu una nova foto d'aquest monument                                     |
| Can Llach, o Can Carles                                 |             | Obra popular XIX Final, XX Inici, XX Final | Hostalric C. Major, 11-13                                       | 41° 44′ 45″ N, 2° 38′ 19″ E / 41.745879°N,2.638655°E | IPA-26762     | Can Llach (Hostalric) · Vegeu més fotos d'aquest monument · Carregueu una nova foto d'aquest monument                                      |
| Can Buscatells                                          |             | Eclecticisme XIX                           | Hostalric C. Major, 23                                          | 41° 44′ 45″ N, 2° 38′ 18″ E / 41.745905°N,2.638379°E | IPA-26765     | Can Buscatells (Hostalric) · Vegeu més fotos d'aquest monument · Carregueu una nova foto d'aquest monument                                 |
| Ateneu Popular d'Hostalric                              |             | Darreres tendències XX                     | Hostalric C. Major, 24-26                                       | 41° 44′ 46″ N, 2° 38′ 18″ E / 41.746001°N,2.638335°E | IPA-26766     | Ateneu Popular d'Hostalric · Vegeu més fotos d'aquest monument · Carregueu una nova foto d'aquest monument                                 |
| Can Paraire                                             |             | Neoclassicisme XIX                         | Hostalric C. Major, 39                                          | 41° 44′ 45″ N, 2° 38′ 16″ E / 41.745965°N,2.637738°E | IPA-26767     | Can Paraire (Hostalric) · Vegeu més fotos d'aquest monument · Carregueu una nova foto d'aquest monument                                    |
| Can Llensa                                              | BCIL 2015   | Modernisme XXI Inici                       | Hostalric C. Major, 45                                          | 41° 44′ 46″ N, 2° 38′ 15″ E / 41.745986°N,2.637489°E | IPA-26768     | Can Llensa (Hostalric) · Vegeu més fotos d'aquest monument · Carregueu una nova foto d'aquest monument                                     |
| Can Lluís Sastre                                        |             | Neoclassicisme XIX                         | Hostalric C. Major, 50-52                                       | 41° 44′ 46″ N, 2° 38′ 15″ E / 41.746086°N,2.637561°E | IPA-26769     | Can Lluís Sastre (Hostalric) · Vegeu més fotos d'aquest monument · Carregueu una nova foto d'aquest monument                               |
| Ca l'Agell, o Can Cuca                                  |             | Modernisme, noucentisme XIX Final          | Hostalric C. Major, 47-49                                       | 41° 44′ 46″ N, 2° 38′ 14″ E / 41.74602°N,2.637326°E  | IPA-26770     | Ca l'Agell (Hostalric) · Vegeu més fotos d'aquest monument · Carregueu una nova foto d'aquest monument                                     |
| Rectoria                                                | BCIL 2015   | Eclecticisme XIX (1857)                    | Hostalric C. Major, 55                                          | 41° 44′ 46″ N, 2° 38′ 14″ E / 41.746038°N,2.637145°E | IPA-26771     | Rectoria (Hostalric) · Vegeu més fotos d'aquest monument · Carregueu una nova foto d'aquest monument                                       |
| Casa Falgueras, antiga Farmàcia                         | BCIL 2015   | Gòtic, obra popular XV, XX Final           | Hostalric C. Major, 59 - pl. de la Vila                         | 41° 44′ 46″ N, 2° 38′ 13″ E / 41.746062°N,2.637008°E | IPA-26772     | Casa Falgueras (Hostalric) · Vegeu més fotos d'aquest monument · Carregueu una nova foto d'aquest monument                                 |
| Can Busquets                                            |             | Eclecticisme XIX Final                     | Hostalric C. Major, 70                                          | 41° 44′ 46″ N, 2° 38′ 13″ E / 41.746155°N,2.636999°E | IPA-26773     | Can Busquets (Hostalric) · Vegeu més fotos d'aquest monument · Carregueu una nova foto d'aquest monument                                   |
| Can Riereta                                             |             | Obra popular XVIII Final, XX               | Hostalric C. Major, 108                                         | 41° 44′ 46″ N, 2° 38′ 09″ E / 41.746116°N,2.63585°E  | IPA-26774     | Can Riereta (Hostalric) · Vegeu més fotos d'aquest monument · Carregueu una nova foto d'aquest monument                                    |
| Can Julià                                               |             | Obra popular XVIII                         | Hostalric C. Major, 114                                         | 41° 44′ 46″ N, 2° 38′ 08″ E / 41.746089°N,2.635654°E | IPA-26775     | Can Julià (Hostalric) · Vegeu més fotos d'aquest monument · Carregueu una nova foto d'aquest monument                                      |
| Can Vendrell                                            |             | Eclecticisme XIX, XX                       | Hostalric C. Major, 116                                         | 41° 44′ 46″ N, 2° 38′ 08″ E / 41.746083°N,2.635587°E | IPA-26776     | Can Vendrell (Hostalric) · Vegeu més fotos d'aquest monument · Carregueu una nova foto d'aquest monument                                   |
| Can Moisac                                              |             | Obra popular XVIII, XIX, XX                | Hostalric C. Major, 140                                         | 41° 44′ 45″ N, 2° 38′ 06″ E / 41.745887°N,2.634957°E | IPA-26777     | Can Moisac (Hostalric) · Vegeu més fotos d'aquest monument · Carregueu una nova foto d'aquest monument                                     |
| Ca la Siseta                                            |             | Obra popular XIX, XX                       | Hostalric C. Major, 95                                          | 41° 44′ 45″ N, 2° 38′ 06″ E / 41.745835°N,2.635012°E | IPA-26778     | Ca la Siseta (Hostalric) · Vegeu més fotos d'aquest monument · Carregueu una nova foto d'aquest monument                                   |
| Can Verneda                                             |             | Obra popular XVIII                         | Hostalric C. Relliguer, 7                                       | 41° 44′ 45″ N, 2° 38′ 06″ E / 41.74573°N,2.635127°E  | IPA-26779     | Can Verneda (Hostalric) · Vegeu més fotos d'aquest monument · Carregueu una nova foto d'aquest monument                                    |
| Can Piqué                                               |             | Obra popular XVIII                         | Hostalric C. Verge dels Socors, 11                              | 41° 44′ 45″ N, 2° 38′ 11″ E / 41.745703°N,2.636276°E | IPA-26780     | Can Piqué (Hostalric) · Vegeu més fotos d'aquest monument · Carregueu una nova foto d'aquest monument                                      |
| Ca l'Humet                                              |             | Obra popular XVIII                         | Hostalric C. Verge dels Socors, 7                               | 41° 44′ 45″ N, 2° 38′ 11″ E / 41.74573°N,2.636412°E  | IPA-26781     | Ca l'Humet (Hostalric) · Vegeu més fotos d'aquest monument · Carregueu una nova foto d'aquest monument                                     |
| Can Fortuny del carrer Major                            |             | Obra popular XVIII, XIX Final              | Hostalric C. Major, 97                                          | 41° 44′ 45″ N, 2° 38′ 06″ E / 41.745793°N,2.634927°E | IPA-26782     | Can Fortuny, c. Major (Hostalric) · Vegeu més fotos d'aquest monument · Carregueu una nova foto d'aquest monument                          |
| Can Coll                                                |             | Eclecticisme XIX                           | Hostalric C. Verge dels Socors, 3                               | 41° 44′ 45″ N, 2° 38′ 12″ E / 41.745745°N,2.636599°E | IPA-26783     | Can Coll (Hostalric) · Vegeu més fotos d'aquest monument · Carregueu una nova foto d'aquest monument                                       |
| Can Bassagoda, o Can Rucader                            |             | Obra popular XX                            | Hostalric C. Forn, 27                                           | 41° 44′ 45″ N, 2° 38′ 12″ E / 41.745748°N,2.636793°E | IPA-26784     | Can Bassagoda (Hostalric) · Vegeu més fotos d'aquest monument · Carregueu una nova foto d'aquest monument                                  |
| Can Masoller                                            |             | Obra popular XVII                          | Hostalric C. Forn, 23                                           | 41° 44′ 45″ N, 2° 38′ 13″ E / 41.745727°N,2.636909°E | IPA-26785     | Can Masoller (Hostalric) · Vegeu més fotos d'aquest monument · Carregueu una nova foto d'aquest monument                                   |
| Habitatge al carrer Ravalet, 34                         |             | Eclecticisme XIX                           | Hostalric C.Ravalet, 34                                         | 41° 44′ 43″ N, 2° 38′ 33″ E / 41.745193°N,2.64248°E  | IPA-33667     | Habitatge al carrer Ravalet, 34 (Hostalric) · Vegeu més fotos d'aquest monument · Carregueu una nova foto d'aquest monument                |
| Casa al carrer del Forn, 15                             |             | Darreres tendències XXI Inici              | Hostalric C. del Forn, 15                                       | 41° 44′ 44″ N, 2° 38′ 14″ E / 41.745617°N,2.637145°E | IPA-33668     | Casa al carrer del Forn, 15(Hostalric) · Vegeu més fotos d'aquest monument · Carregueu una nova foto d'aquest monument                     |
| Habitatge al carrer Major, 17, Can Carles               |             | Eclecticisme XIX                           | Hostalric C. Major, 17                                          | 41° 44′ 45″ N, 2° 38′ 19″ E / 41.745886°N,2.638536°E | IPA-33669     | Habitatge al carrer Major, 17 (Hostalric) · Vegeu més fotos d'aquest monument · Carregueu una nova foto d'aquest monument                  |
| Habitatges al carrer Major, 74-76                       |             | Eclecticisme XIX                           | Hostalric C. Major, 74-76                                       | 41° 44′ 46″ N, 2° 38′ 13″ E / 41.746156°N,2.636827°E | IPA-33670     | Habitatges al carrer Major, 74-76 (Hostalric) · Vegeu més fotos d'aquest monument · Carregueu una nova foto d'aquest monument              |
| Cova del Relliguer                                      |             | Obra popular XIV                           | Hostalric C. Relliguer                                          | 41° 44′ 44″ N, 2° 38′ 06″ E / 41.745579°N,2.634991°E | IPA-33671     | Cova del Relliguer (Hostalric) · Vegeu més fotos d'aquest monument · Carregueu una nova foto d'aquest monument                             |
| Antic Hospital de la Santíssima Trinitat, CAP Hostalric |             | Obra popular XIV, XIX, XX                  | Hostalric C. Major, 30-32                                       | 41° 44′ 46″ N, 2° 38′ 17″ E / 41.746018°N,2.638108°E | IPA-33673     | Antic Hospital de la Santíssima Trinitat (Hostalric) · Vegeu més fotos d'aquest monument · Carregueu una nova foto d'aquest monument       |
| Habitatge al carrer Major, 37, Can Dauder               |             | Eclecticisme XIX                           | Hostalric C. Major, 37                                          | 41° 44′ 45″ N, 2° 38′ 16″ E / 41.745943°N,2.637887°E | IPA-33674     | Habitatge al carrer Major, 37 (Hostalric) · Vegeu més fotos d'aquest monument · Carregueu una nova foto d'aquest monument                  |
| Cementiri d'Hostalric                                   |             | Modernisme XX                              | Hostalric                                                       | 41° 44′ 33″ N, 2° 37′ 49″ E / 41.742559°N,2.630158°E | IPA-33675     | Cementiri (Hostalric) · Vegeu més fotos d'aquest monument · Carregueu una nova foto d'aquest monument                                      |
| Casa al carrer Raval, 2                                 |             | Obra popular XX Mitjan                     | Hostalric C. Raval, 2                                           | 41° 44′ 45″ N, 2° 38′ 23″ E / 41.745841°N,2.639819°E | IPA-33691     | Casa al carrer Raval, 2 (Hostalric) · Vegeu més fotos d'aquest monument · Carregueu una nova foto d'aquest monument                        |
| Can Bonet                                               |             | Obra popular XX Mitjan                     | Hostalric C. Major, 80                                          | 41° 44′ 46″ N, 2° 38′ 12″ E / 41.746165°N,2.636677°E | IPA-33692     | Can Bonet (Hostalric) · Vegeu més fotos d'aquest monument · Carregueu una nova foto d'aquest monument                                      |
| Molí d'Hostalric                                        |             | Obra popular XVIII                         | Hostalric Camí des de la plaça dels Bous, direcció a la Tordera | 41° 44′ 43″ N, 2° 38′ 20″ E / 41.745273°N,2.63895°E  | IPA-33693     | Molí d'Hostalric · Vegeu més fotos d'aquest monument · Carregueu una nova foto d'aquest monument                                           |
| Can Vic                                                 |             | Modernisme XX Inici                        | Hostalric C. Major, 9                                           | 41° 44′ 45″ N, 2° 38′ 19″ E / 41.745865°N,2.638736°E | IPA-33694     | Can Vic (Hostalric) · Vegeu més fotos d'aquest monument · Carregueu una nova foto d'aquest monument                                        |
| Mas Bossom, o Mas Bosom                                 |             | Obra popular XVI, XX                       | Hostalric Paratge Mas Bossom                                    | 41° 44′ 27″ N, 2° 37′ 56″ E / 41.740836°N,2.632355°E | IPA-33695     | Mas Bossom (Hostalric) · Vegeu més fotos d'aquest monument · Carregueu una nova foto d'aquest monument                                     |
| Les Mines                                               |             | Medieval, XIX                              | Hostalric Subsòl nucli antic Hostalric i també del castell      | 41° 44′ 43″ N, 2° 38′ 07″ E / 41.74535°N,2.63525°E   | IPA-33696     | Carregueu una nova foto d'aquest monument                                                                                                  |